# Serie A 1957 (hockey su pista)
La Serie A 1957 è stata la 34ª edizione (l'8ª a girone unico), del torneo di primo livello del campionato italiano di hockey su pista. La competizione ha avuto inizio il 27 aprile e si è conclusa il 21 settembre 1957.
Lo scudetto è stato conquistato dall'Amatori Modena per la prima volta nella sua storia.

## Stagione

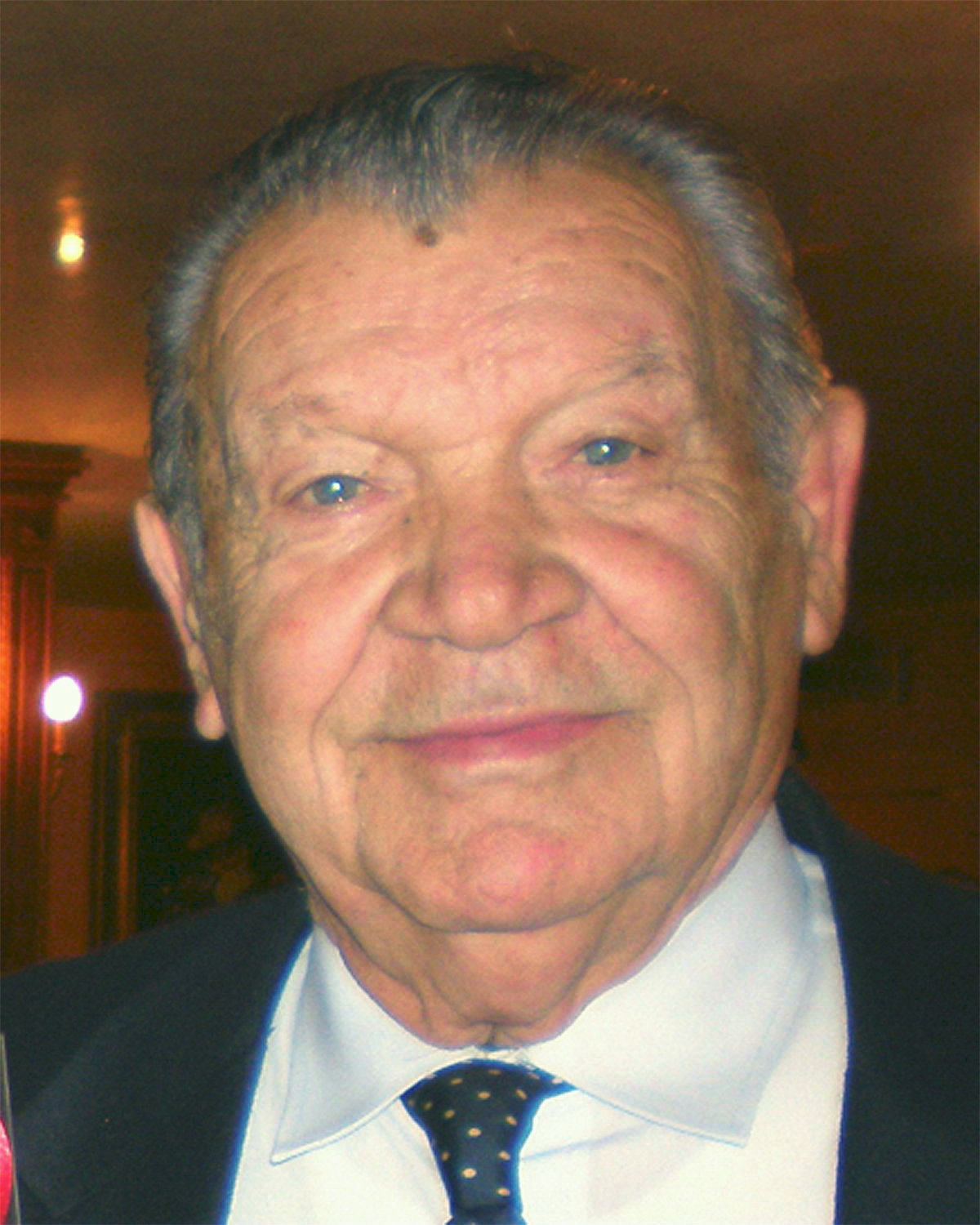
Ferruccio Panagini, capocannoniere del torneo.

### Novità
A prendere il testimone del Forza e Costanza e dell'Edera Trieste retrocesse in Serie B vi furono, vincendo il campionato cadetto, il CRDA Monfalcone e il Pattinatori Pistoia. Al torneo parteciparono: Amatori Modena, DLF Trieste, Lazio, Marzotto Valdagno, Monza, Novara, Pirelli, Triestina e appunto il CRDA Monfalcone e il Pistoia.

### Formula
La formula del campionato fu la stessa della stagione precedente; la manifestazione fu organizzata con un girone all'italiana, con gare di andata e ritorno per un totale di 18 giornate: erano assegnati 2 punti per l'incontro vinto e un punto a testa per l'incontro pareggiato, mentre non ne era attribuito alcuno per la sconfitta. Al termine del campionato la prima squadra classificata venne proclamata campione d'Italia mentre la decima classificata retrocedette in Serie B. L'unica novità consistette nello spareggio tra la nona classificata di serie A e la seconda classificata di Serie B per la seconda promozione in massima categoria.

### Avvenimenti
Il campionato iniziò il 27 aprile 1957. La partenza sorrise all'Amatori Modena. Cinque vittorie in altrettante giornate permisero alla squadra gialloblu di raggiungere la vetta solitaria con dieci punti, seguita a ruota dal Novara e dalla sorprendente Lazio a quota otto. Più attardate erano il Monza campione in carica e soprattutto la Triestina che racimolò solo tre punti ed era in piena zona retrocessione.
Il 22 giugno l'Amatori Modena subì a Monza la prima sconfitta stagionale e venne affiancata in testa alla classifica proprio dai romani della Lazio e dal Novara che vinsero agevolmente le proprie gare. All'ottava giornata gli azzurri piemontesi si portarono in testa al torneo in solitaria vincendo lo scontro diretto contro i modenesi che subirono la seconda sconfitta in tre gare scivolando al terzo posto, superati anche dalla Lazio.
Il Novara chiuse il girone di andata in testa al torneo con 16 punti, uno in più della Lazio e tre in più dell'accoppiata Amatori Modena e Monza. In fondo alla classifica vi era il CRDA Monfalcone con zero punti. Il girone di ritorno vide l'Amatori Modena dominare il torneo vincendo tutte le nove gare in programma; in particolare il 31 agosto sconfisse in casa il Monza per 5 a 3 tornando da sola in testa alla classifica che non lascerà più laureandosi per la prima volta nella sua storia campione d'Italia.
A retrocedere in Serie B fu il CRDA Monfalcone mentre lo spareggio salvezza venne vinto dal Pattinatori Pistoia ai danni del Forza e Costanza. Ferruccio Panagini del Novara segnando 56 reti fu per la quarta volta capocannoniere del torneo.

## Squadre partecipanti
| Club                | Stagione | Città           | Impianto                  | Stagione precedente              |
| ------------------- | -------- | --------------- | ------------------------- | -------------------------------- |
| Amatori Modena      | dettagli | Modena          | Pista del Rifugio Verde   | 2º in Serie A                    |
| CRDA Monfalcone     | n.d.     | Monfalcone (GO) | ?                         | 1º in Serie B, promosso          |
| DLF Trieste         | dettagli | Trieste         | Pista di Viale Miramare   | 7º in Serie A                    |
| Lazio               | n.d.     | Roma            | ?                         | 3º in Serie A                    |
| Marzotto Valdagno   | dettagli | Valdagno (VI)   | Pista Cavalchina          | 8º in Serie A                    |
| Monza               | dettagli | Monza (MI)      | Pista di via Boccaccio    | 1º in Serie A, campione d'Italia |
| Novara              | dettagli | Novara          | Pista in viale Buonarroti | 6º in Serie A                    |
| Pattinatori Pistoia | n.d.     | Pistoia         | ?                         | 2º in Serie B, promosso          |
| Pirelli             | n.d.     | Milano          | ?                         | 5º in Serie A                    |
| Triestina           | dettagli | Trieste         | Pista di Viale Miramare   | 4º in Serie A                    |

### Allenatori e primatisti
| Squadra             | Allenatore                       | Cannoniere              |
| ------------------- | -------------------------------- | ----------------------- |
| Amatori Modena      |                                  |                         |
| CRDA Monfalcone     |                                  |                         |
| DLF Trieste         |                                  |                         |
| Lazio               |                                  |                         |
| Marzotto Valdagno   |                                  |                         |
| Monza               |                                  |                         |
| Novara              | Federico Colombo e Angelo Grassi | Ferruccio Panagini (56) |
| Pattinatori Pistoia |                                  |                         |
| Pirelli             |                                  |                         |
| Triestina           | Mario Cergol                     |                         |

## Classifica finale
|  | Pos. | Squadra             | Pt | G  | V  | N | P  | GF  | GS  | DR  |
|  | ---- | ------------------- | -- | -- | -- | - | -- | --- | --- | --- |
|  | 1.   | Amatori Modena      | 31 | 18 | 15 | 1 | 2  | 113 | 64  | +49 |
|  | 2.   | Monza               | 29 | 18 | 14 | 1 | 3  | 104 | 57  | +47 |
|  | 3.   | Novara              | 28 | 18 | 14 | 0 | 4  | 129 | 75  | +54 |
|  | 4.   | Lazio               | 24 | 18 | 11 | 2 | 5  | 100 | 67  | +33 |
|  | 5.   | Triestina           | 17 | 18 | 7  | 3 | 8  | 86  | 58  | +28 |
|  | 6.   | Marzotto Valdagno   | 15 | 18 | 6  | 3 | 9  | 50  | 60  | -10 |
|  | 7.   | Pirelli             | 14 | 18 | 6  | 2 | 10 | 71  | 104 | -33 |
|  | 8.   | DLF Trieste         | 11 | 18 | 4  | 2 | 12 | 61  | 106 | -45 |
|  | 9.   | Pattinatori Pistoia | 10 | 18 | 4  | 2 | 12 | 59  | 101 | -42 |
|  | 10.  | CRDA Monfalcone     | 1  | 18 | 0  | 1 | 17 | 51  | 132 | -81 |

Legenda:
      Campione d'Italia.
 Partecipa allo spareggio salvezza.
      Retrocesso in Serie B.
Note:
Due punti a vittoria, uno a pareggio, zero a sconfitta.

## Risultati

### Tabellone
| 1957                | AmMo | Crda | Ferr | Lazi | MarV | Monz | Nova | PatP | Pire | Trie |
| ------------------- | ---- | ---- | ---- | ---- | ---- | ---- | ---- | ---- | ---- | ---- |
| Amatori Modena      | –––– | 11-2 | 14-4 | 10-3 | 3-2  | 5-3  | 4-6  | 11-4 | 4-3  | 4-3  |
| CRDA Monfalcone     | 3-8  | –––– | 4-8  | 3-12 | 2-3  | 4-5  | 4-11 | 3-4  | 3-8  | 4-8  |
| Ferroviario Trieste | 2-6  | 6-2  | –––– | 3-1  | 0-3  | 2-8  | 5-6  | 4-4  | 6-6  | 2-2  |
| Lazio               | 5-6  | 8-2  | 6-0  | –––– | 8-1  | 4-1  | 6-5  | 8-4  | 2-3  | 5-4  |
| Marzotto Valdagno   | 3-3  | 6-1  | 5-4  | 3-3  | –––– | 2-3  | 4-5  | 6-2  | 2-2  | 5-2  |
| Monza               | 11-3 | 4-3  | 5-0  | 5-3  | 4-0  | –––– | 7-6  | 10-4 | 11-3 | 8-6  |
| Novara              | 4-5  | 10-6 | 8-2  | 9-10 | 5-1  | 6-3  | –––– | 12-3 | 12-4 | 7-1  |
| Pattinatori Pistoia | 0-2  | 4-4  | 6-7  | 1-6  | 6-2  | 1-4  | 3-4  | –––– | 5-3  | 3-2  |
| Pirelli             | 3-10 | 5-1  | 11-5 | 3-6  | 6-2  | 2-9  | 2-7  | 6-4  | –––– | 1-8  |
| Triestina           | 3-4  | 11-0 | 9-1  | 4-4  | 1-0  | 3-3  | 5-6  | 7-1  | 7-0  | –––– |

### Calendario
| Andata (1ª) | Andata (1ª) | Prima giornata                 | Ritorno (10ª) | Ritorno (10ª) |
|             |             |                                |               |               |
| 27 apr.     | 3-8         | CRDA Monfalcone-Amatori Modena | 2-11          | 20 lug.       |
| 27 apr.     | 8-4         | Lazio-Pattinatori Pistoia      | 6-1           | 20 lug.       |
| 27 apr.     | 4-5         | Marzotto Valdagno-Novara       | 1-5           | 20 lug.       |
| 27 apr.     | 5-0         | Monza-DLF Trieste              | 8-2           | 20 lug.       |
| 27 apr.     | 7-0         | Triestina-Pirelli              | 8-1           | 20 lug.       |

| Andata (2ª) | Andata (2ª) | Seconda giornata              | Ritorno (11ª) | Ritorno (11ª) |
|             |             |                               |               |               |
| 4 mag.      | 10-3        | Amatori Modena-Lazio          | 6-5           | 27 lug.       |
| 4 mag.      | 6-2         | DLF Trieste-CRDA Monfalcone   | 8-4           | 27 lug.       |
| 4 mag.      | 6-3         | Novara-Monza                  | 6-7           | 27 lug.       |
| 4 mag.      | 6-3         | Pirelli-Marzotto Valdagno     | 2-2           | 27 lug.       |
| 4 mag.      | 3-2         | Pattinatori Pistoia-Triestina | 1-7           | 27 lug.       |

| Andata (3ª) | Andata (3ª) | Terza giornata                      | Ritorno (12ª) | Ritorno (12ª) |
|             |             |                                     |               |               |
| 11 mag.     | 3-4         | CRDA Monfalcone-Pattinatori Pistoia | 4-4           | 3 ago.        |
| 11 mag.     | 6-0         | Lazio-DLF Trieste                   | 1-3           | 3 ago.        |
| 11 mag.     | 2-3         | Marzotto Valdagno-Monza             | 0-4           | 3 ago.        |
| 11 mag.     | 3-10        | Pirelli-Amatori Modena              | 3-4           | 3 ago.        |
| 11 mag.     | 5-6         | Triestina-Novara                    | 1-7           | 3 ago.        |

| Andata (4ª) | Andata (4ª) | Quarta giornata               | Ritorno (13ª) | Ritorno (13ª) |
|             |             |                               |               |               |
| 8 giu.      | 4-3         | Amatori Modena-Triestina      | 4-3           | 10 ago.       |
| 8 giu.      | 0-3         | DLF Trieste-Marzotto Valdagno | 4-5           | 10 ago.       |
| 8 giu.      | 4-3         | Monza-CRDA Monfalcone         | 5-4           | 10 ago.       |
| 8 giu.      | 9-10        | Novara-Lazio                  | 5-6           | 10 ago.       |
| 8 giu.      | 5-3         | Pattinatori Pistoia-Pirelli   | 4-6           | 10 ago.       |

| Andata (5ª) | Andata (5ª) | Quinta giornata                    | Ritorno (14ª) | Ritorno (14ª) |
|             |             |                                    |               |               |
| 15 giu.     | 4-11        | CRDA Monfalcone-Novara             | 6-10          | 24 ago.       |
| 15 giu.     | 8-1         | Lazio-Marzotto Valdagno            | 3-3           | 24 ago.       |
| 15 giu.     | 11-5        | Pirelli-DLF Trieste                | 6-6           | 24 ago.       |
| 15 giu.     | 0-2         | Pattinatori Pistoia-Amatori Modena | 4-11          | 24 ago.       |
| 15 giu.     | 3-3         | Triestina-Monza                    | 6-8           | 24 ago.       |

| Andata (6ª) | Andata (6ª) | Sesta giornata                  | Ritorno (15ª) | Ritorno (15ª) |
|             |             |                                 |               |               |
| 22 giu.     | 4-4         | DLF Trieste-Pattinatori Pistoia | 7-6           | 31 ago.       |
| 22 giu.     | 8-2         | Lazio-CRDA Monfalcone           | 12-3          | 31 ago.       |
| 22 giu.     | 5-2         | Marzotto Valdagno-Triestina     | 0-1           | 31 ago.       |
| 22 giu.     | 11-3        | Monza-Amatori Modena            | 3-5           | 31 ago.       |
| 22 giu.     | 12-4        | Novara-Pirelli                  | 7-2           | 31 ago.       |

| Andata (7ª) | Andata (7ª) | Settima giornata                  | Ritorno (16ª) | Ritorno (16ª) |
|             |             |                                   |               |               |
| 29 giu.     | 14-4        | Amatori Modena-DLF Trieste        | 6-2           | 7 set.        |
| 29 giu.     | 2-3         | CRDA Monfalcone-Marzotto Valdagno | 1-6           | 7 set.        |
| 29 giu.     | 11-3        | Monza-Pirelli                     | 9-2           | 7 set.        |
| 29 giu.     | 3-4         | Pattinatori Pistoia-Novara        | 3-12          | 7 set.        |
| 29 giu.     | 4-4         | Triestina-Lazio                   | 4-5           | 7 set.        |

| Andata (8ª) | Andata (8ª) | Ottava giornata                       | Ritorno (17ª) | Ritorno (17ª) |
|             |             |                                       |               |               |
| 6 lug.      | 4-6         | Amatori Modena-Novara                 | 5-4           | 14 set.       |
| 6 lug.      | 2-2         | DLF Trieste-Triestina                 | 1-9           | 14 set.       |
| 6 lug.      | 4-1         | Lazio-Monza                           | 3-5           | 14 set.       |
| 6 lug.      | 6-2         | Marzotto Valdagno-Pattinatori Pistoia | 2-6           | 14 set.       |
| 6 lug.      | 5-1         | Pirelli-CRDA Monfalcone               | 8-3           | 14 set.       |

| \| Andata (9ª) \| Andata (9ª) \| Nona giornata \| Ritorno (18ª) \| Ritorno (18ª) \| \| \| \| \| \| \| \| 13 lug. \| 3-3 \| Marzotto Valdagno-Amatori Modena \| 2-3 \| 21 set. \| \| 13 lug. \| 10-4 \| Monza-Pattinatori Pistoia \| 4-1 \| 21 set. \| \| 13 lug. \| 8-2 \| Novara-DLF Trieste \| 6-5 \| 21 set. \| \| 13 lug. \| 3-6 \| Pirelli-Lazio \| 3-2 \| 21 set. \| \| 13 lug. \| 11-0 \| Triestina-CRDA Monfalcone \| 8-4 \| 21 set. \| |             |                                  |               |               |
| Andata (9ª) | Andata (9ª) | Nona giornata                    | Ritorno (18ª) | Ritorno (18ª) |
| |             |                                  |               |               |
| 13 lug. | 3-3         | Marzotto Valdagno-Amatori Modena | 2-3           | 21 set.       |
| 13 lug. | 10-4        | Monza-Pattinatori Pistoia        | 4-1           | 21 set.       |
| 13 lug. | 8-2         | Novara-DLF Trieste               | 6-5           | 21 set.       |
| 13 lug. | 3-6         | Pirelli-Lazio                    | 3-2           | 21 set.       |
| 13 lug. | 11-0        | Triestina-CRDA Monfalcone        | 8-4           | 21 set.       |

## Spareggio salvezza
| Modena 28 settembre 1957 | Pattinatori Pistoia | 5 – 4 | Forza e Costanza |  |

## Verdetti
| Verdetto               | Club                       |
| ---------------------- | -------------------------- |
| Campione d'Italia 1957 | Amatori Modena (1º titolo) |
| Retrocesso in Serie B  | CRDA Monfalcone            |

### Squadra campione
| N° | Naz.              | Ruolo | Sportivo         |  |  |  |
| -- | ----------------- | ----- | ---------------- |  |  |  |
| ?  | Italia (bandiera) | P     | Lazzaro Artioli  |  |  |  |
| ?  | Italia (bandiera) | E     | Claudio Brezigar |  |  |  |
| ?  | Italia (bandiera) | E     | Luigi Dagnino    |  |  |  |
| ?  | Italia (bandiera) | E     | Diego Marchetto  |  |  |  |
| ?  | Italia (bandiera) | E     | Marzoli          |  |  |  |
| ?  | Italia (bandiera) | E     | Luciano Pedretti |  |  |  |
| ?  | Italia (bandiera) | E     | Flaminio Rinaldi |  |  |  |
| ?  | Italia (bandiera) | E     | Gastone Tavoni   |  |  |  |

- Allenatore: ?

## Statistiche del torneo

### Capoliste solitarie
|    | —— | —— | ——     | ——     | —— | —— | ——     | ——     | ——     | ——     | ——     | ——  | ——  | ——     | ——     | ——     | ——     | —— |  |
|    |    |    | Modena | Modena |    |    | Novara | Novara | Novara | Novara | Novara |     |     | Modena | Modena | Modena | Modena |    |  |
|    |    |    |        |        |    |    |        |        |        |        |        |     |     |        |        |        |        |    |  |
|    |    |    |        |        |    |    |        |        |        |        |        |     |     |        |        |        |        |    |  |
| 1ª | 2ª | 3ª | 4ª     | 5ª     | 6ª | 7ª | 8ª     | 9ª     | 10ª    | 11ª    | 12ª    | 13ª | 14ª | 15ª    | 16ª    | 17ª    | 18ª    |    |  |

### Classifica in divenire
|                     | 1ª | 2ª | 3ª | 4ª | 5ª | 6ª | 7ª | 8ª | 9ª | 10ª | 11ª | 12ª | 13ª | 14ª | 15ª | 16ª | 17ª | 18ª |
| ------------------- | -- | -- | -- | -- | -- | -- | -- | -- | -- | --- | --- | --- | --- | --- | --- | --- | --- | --- |
| Amatori Modena      | 2  | 4  | 6  | 8  | 10 | 10 | 12 | 12 | 13 | 15  | 17  | 19  | 21  | 23  | 25  | 27  | 29  | 31  |
| CRDA Monfalcone     | 0  | 0  | 0  | 0  | 0  | 0  | 0  | 0  | 0  | 0   | 0   | 1   | 1   | 1   | 1   | 1   | 1   | 1   |
| DLF Trieste         | 0  | 2  | 2  | 2  | 2  | 3  | 3  | 4  | 4  | 4   | 6   | 8   | 8   | 9   | 11  | 11  | 11  | 11  |
| Lazio               | 2  | 2  | 4  | 6  | 8  | 10 | 11 | 13 | 15 | 17  | 17  | 17  | 19  | 20  | 22  | 24  | 24  | 24  |
| Marzotto Valdagno   | 0  | 0  | 0  | 2  | 2  | 4  | 6  | 8  | 9  | 9   | 10  | 10  | 12  | 13  | 13  | 15  | 15  | 15  |
| Monza               | 2  | 2  | 4  | 6  | 7  | 9  | 11 | 11 | 13 | 15  | 17  | 19  | 21  | 23  | 23  | 25  | 27  | 29  |
| Novara              | 2  | 4  | 6  | 6  | 8  | 10 | 12 | 14 | 16 | 18  | 18  | 20  | 20  | 22  | 24  | 26  | 26  | 28  |
| Pattinatori Pistoia | 0  | 2  | 4  | 6  | 6  | 7  | 7  | 7  | 7  | 7   | 7   | 8   | 8   | 8   | 8   | 8   | 10  | 10  |
| Pirelli             | 0  | 2  | 2  | 2  | 4  | 4  | 4  | 6  | 6  | 6   | 7   | 7   | 9   | 10  | 10  | 10  | 12  | 14  |
| Triestina           | 2  | 2  | 2  | 2  | 3  | 3  | 4  | 5  | 7  | 9   | 11  | 11  | 11  | 11  | 13  | 13  | 15  | 17  |

### Record squadre
- Maggior numero di vittorie: Amatori Modena (15)
- Minor numero di vittorie: CRDA Monfalcone (0)
- Maggior numero di pareggi: Marzotto Valdagno e Triestina (3)
- Minor numero di pareggi: Novara (0)
- Maggior numero di sconfitte: CRDA Monfalcone (17)
- Minor numero di sconfitte: Amatori Modena (2)
- Miglior attacco: Novara (129 reti realizzate)
- Peggior attacco: CRDA Monfalcone (51 reti realizzate)
- Miglior difesa: Monza (57 reti subite)
- Peggior difesa: CRDA Monfalcone (132 reti subite)
- Miglior differenza reti: Novara (+54)
- Peggior differenza reti: CRDA Monfalcone (-81)

### Classifica cannonieri
| Gol |  |  | Giocatore          | Squadra |
| --- |  |  | ------------------ | ------- |
| 56  |  |  | Ferruccio Panagini | Novara  |